# Lo Teix
Lo Teix és una paratge del terme municipal de Tremp, al Pallars Jussà, dins de l'antic terme ribagorçà de Sapeira.
Està situada a l'esquerra del barranc de Turmeda, a la part alta de la seva vall. És als peus dels contraforts nord-occidentals de la Serra de Gurp, al nord-est de la Serra del Codó i dels Cingles dels Arrevangelis.